# I, I

I, I (стилізовано i,i) - четвертий студійний альбом американського інді-фольк гурту Bon Iver. Реліз альбому відбувся 9 серпня 2019 року. Купити фізичну копію альбому шанувальники змогли уже 30 серпня.
Випуску альбому передував реліз синглів "Hey, Ma" та "U (Man Like)".
У створенні альбому, поміж іншими, брали участь Джеймс Блейк, Брюс Горнсбі, Ааарон Десснер.
Альбом отримав номінації на отримання Премії «Греммі» за найкращий альбом року, за найкращий альбом альтернативної музики на 62-га церемонія «Греммі».
Пісня "Hey, Ma" була номінованою як найкращий запис року.

## Музичні особливості
I, I можна охарактеризувати, як альбом в стилі "чамбер-фольк". Знавцями відзначається, що альбом виявився своєрідним творчим сплавом усіх трьох попередніх альбомів гурту, що надало альбому радше уже знайомого слухачам звучання , аніж нового.
В створенні музики були залучені акустичн гітари, піаніно, деякі духовні інструменти,синтезатор, дерев'яні духові музичні інструменти, орган, поряд із типовими для гурту вокальними та вербальними експериментами.

## Список пісень
1. "Yi"
2. "iMi"
3. "We"
4. "Holyfields,"
5. "Hey, Ma"
6. "U (Man Like)"
7. "Naeem"
8. "Jelmore"
9. "Faith"
10. "Marion
11. "Salem"
12. "Sh'Diah"
13. "RABi"

## Сприйняття критиків
Альбом був прихильно зустрітий музичними критиками. На Metacritic I,I отримав 80 балів із 100 можливих.
Дехто, однак. відзначав, що новий альбом, на фоні попередніх робіт гурту, вглядав надто складним та надуманим.